# Brithon
Brithon (‘grava’ en sindarin) es un río ficticio descrito en el legendárium del escritor británico J. R. R. Tolkien, que aparecen en sus novelas.

## Ubicación
Es un río de Beleriand Oeste, cuyo nacimiento se encontraba en unas montañas ubicadas al norte de las Falas.
El Brithon descendía hasta las Falas, para desembocar en el Belegaer. En su desembocadura se encontraba el puerto 
de Brithombar.
Las fuerzas de Morgoth descendieron el río tras la Nirnaeth Arnoediad para asolar las Falas y 
sitiar Brithombar.